# Contrato por diferença
Contrato por diferença (CFD) é o contrato entre duas partes – o vendedor e o comprador – sobre transmissão de diferença entre o custo corrente de ativo no momento de conclusão de contrato (abertura de posição) e seu valor ao fim de vigência de contrato (fechamento de posição).
Os CFD podem-se comerciar com ações, obrigações, contratos de futuros, mercadorias, índices, moedas e criptomoedas.
Os CFD não são permitidos em uma série de países, por exemplo, nos Estados Unidos. Já que ter os CFD não significa ter o ativo, em alguns países, por exemplo, em Grã-Bretanha, não é preciso pagar as entradas fiscais durante compra ou venda.

## História
Os CFD foram inventados em Inglaterra nos anos 1950 pelos fundos de cobertura para obter acesso às operações comerciais com alavancagem financeira alta. Inicialmente, os CFD eram disponíveis apenas para o investidor institucional. Na atualidade são um instrumento comercial muito popular entre os investidores pequenos por todo o mundo.

## Exemplo básico
O investidor supõe que as ações da empresa N crescerão de preço. As ações da empresa custam $100. O investidor tem $1000.
Variante 1 (diretamente): ele pode adquirir 10 ações ($1000/$100)
Variante 2 (CFD): alavancagem financeira de agente de bolsa 1:10 permite-lhe realizar os negócios que superam 10 vezes seu depósito, de fato, a $10 000 ($1000 * 10), o que é igual a 100 ações.
Se a ação crescer até $101:
Na variante 1 o investidor recebe o benefício de $10 (10 ações * 1$)
Na variante 2 o investidor recebe o benefício de $100 (100 ações * 1$)
Se as ações cairem até $99:
Na variante 1 o investidor perderá $10 (10 ações * 1$)
Na variante 2 o investidor perderá $100 (100 ações * 1$)
Se as ações cairem até $90:
Na variante 1 o investidor perderá $100 de seus $1000 e seguirá a comerciar
E na variante 2 o investidor perderá todos os seus $1000. Se o custo de ações cair inferior de $90, o investidor deverá para agente de bolsa.